# La genesi della specie
La genesi della specie (Hominids) è un romanzo di fantascienza dello scrittore canadese Robert J. Sawyer, pubblicato per la prima volta nel 2002.

## Storia editoriale
L'opera è stata pubblicata per la prima volta, divisa in quattro puntate sulla rivista Analog Science Fiction and Fact, tra il gennaio e l'aprile del 2002, ripubblicato in edizione rilegata nello stesso anno. Il romanzo è il primo di una trilogia che compone la serie Neanderthal Parallax composta, oltre che da La genesi della specie (Hominids, 2002), da Fuga dal pianeta degli umani (Humans, 2003) e Origine dell'ibrido (Hybrids, 2003).
L'opera, nel 2003, ha vinto il Premio Hugo per il miglior romanzo.
In Italia il romanzo è stato pubblicato per la prima volta nel 2004 per l'editore Fanucci.

## Trama
Mentre la Terra è dominata dall'homo sapiens, in un universo parallelo la specie dominante è l'uomo di Neandertal. Nei due mondi l'evoluzione ha seguito percorsi diversi, così come lo sviluppo della società.

## Edizioni
- (EN) Robert J. Sawyer, Hominids 1/4, in Analog Science Fiction and Fact, Vol. CXXII n. 1, New York, Dell Magazines, gennaio 2002.
- (EN) Robert J. Sawyer, Hominids 2/4, in Analog Science Fiction and Fact, Vol. CXXII n. 2, New York, Dell Magazines, febbraio 2002.
- (EN) Robert J. Sawyer, Hominids 3/4, in Analog Science Fiction and Fact, AnnoVol. CXXII n. 3, New York, Dell Magazines, marzo 2002.
- (EN) Robert J. Sawyer, Hominids 4/4, in Analog Science Fiction and Fact, Vol. CXXII n. 4, New York, Dell Magazines, aprile 2002.
- (EN) Robert J. Sawyer, Hominids, New York, Tor, maggio 2002, ISBN 978-0-312-87692-0.
- Robert J. Sawyer, La genesi della specie, traduzione di Giuseppe Costigliola, Collezione Immaginario. Solaria, n. 10, Roma, Fanucci, gennaio 2004, ISBN 8834709837.
- (DE) Robert J. Sawyer, Die Neanderthal-Parallaxe, Festa SF, n. 1803, Lipsia, Festa, febbraio 2005, ISBN 978-3-86552-006-7.
- Robert J. Sawyer, La genesi della specie, traduzione di Giuseppe Costigliola, Urania, n. 1536, Milano, Mondadori, luglio 2008.